# Jelena Begović
Jelena Begović (cyr. Јелена Беговић; ur. 1970 w Belgradzie) – serbska badaczka i biolog molekularny, od 2022 do 2025 minister nauki, innowacji i rozwoju technologicznego.

## Życiorys
W 1998 ukończyła biologię na Uniwersytecie w Belgradzie. Na tej samej uczelni uzyskała w tej dziedzinie magisterium (2002) i doktorat (2008). Zawodowo od końca lat 90. związana z instytutem genetyki molekularnej i inżynierii genetycznej (IMGGI) działającym w ramach Uniwersytetu w Belgradzie. Była m.in. zastępczynią dyrektora i pełniącą obowiązki dyrektora, następnie objęła stanowisko dyrektora IMGGI. Została też wykładowczynią na studiach doktoranckich na wydziale farmaceutycznym swojego uniwersytetu. W pracy naukowej i badawczej zajęła mikrobiologią molekularną, molekularnymi mechanizmami interakcji bakteria-żywiciel oraz oporności na antybiotyki. W okresie pandemii COVID-19 brała m.in. udział w otwarciu w 2021 pierwszego w Serbii centrum sekwencjonowania genomu SARS-CoV-2.
Przed wyborami parlamentarnymi w 2022 otrzymała trzecie miejsce na liście koalicji skupionej wokół prezydenta Aleksandara Vučicia i jego Serbskiej Partii Postępowej; w wyniku głosowania uzyskała mandat posłanki do Zgromadzenia Narodowego Republiki Serbii (zrezygnowała z niego na początku kadencji).
W październiku 2022 dołączyła do powołanego wówczas trzeciego rządu Any Brnabić, obejmując w nim stanowisko ministra nauki, innowacji i rozwoju technologicznego. Pozostała na tej funkcji w utworzonym w maju 2024 gabinecie Miloša Vučevicia, kończąc urzędowanie w kwietniu 2025.